# Trenton (hrabstwo Dodge)
Trenton – miasto w Stanach Zjednoczonych, w stanie Wisconsin, w hrabstwie Dodge.